# Сергиевский путепровод
Се́ргиевский путепрово́д — путепровод в Петродворцовом и Красносельском районах Санкт-Петербурга. Переброшен через Балтийскую железнодорожную линию в створе Красносельского шоссе в Сергиеве.
Путепровод был открыт 10 июня 2006 года. Тогда же было запущено реконструированное Красносельское шоссе. Мероприятия были приурочены к саммиту «Большой восьмерки», который позднее состоялся в Стрельне. Через Красносельское шоссе проходит правительственная трасса, связывающая Стрельну и аэропорт Пулково. Прежде, судя по изданию «Санкт-Петербург. Атлас город» за 2005 год, на этом месте был переезд.
27 марта 2017 года путепроводу присвоено название Сергиевский — по Сергиеву, в котором находится.